# Yahia Beni Guecha
Yahia Beni Guecha, anciennement Lucet est une commune de la wilaya de Mila en Algérie.

## Géographie

### Localisation
La commune de Yahia Beni-Guecha est localisée au centre-est de la wilaya de Mila à 4 km de Ferdjioua et 30 km à l'ouest de Mila par la RN79.
| Ferdjioua | Rouached          | Tiberguent |
| Ferdjioua | Yahia Beni Guecha | Tiberguent |
| Ferdjioua | Bouhatem          | Bouhatem   |

### Géologie et hydrographie
La commune de Yahia Beni-Guechi se trouve sur des terres fertiles dans une vallée qui fait la jonction entre l'Oued Bousselah et l'Oued El-Maleh. Ses points culminants sont le Djebel El-Khalfi (988 mètres) au sud et Djebel Ghabalous, appelé aussi Djebel Skhouna (875 mètres) à l'ouest.
L'oued El-Maleh borde la commune à l'Est.

### Transports
Bien que la RN79 la traverse d'Est en Ouest dans sa partie nord, il faut emprunter un réseau secondaire pour atteindre le village de Béni-Guecha.

### Localités et lieux-dits
L'agglomération chef-lieu est le village de Beni Guecha. La commune compte deux agglomérations secondaires : Chouara Torche (en connurbation avec Aïn Hamra (Ferdjioua) et El Fedhlia auxquelles s'ajoutent les lieux-dits de Mechtat El-Khalfi, Mechtat Randjiya, Mechtat Skhouna, Mechtat El-Maleh.

## Histoire
Le centre de colonisation de Beni-Guecha est créé le 8 novembre 1887 sur des terres azels de la tribu des Beni Guecha. Il sera renommé plus tard Lucet du nom d'un préfet de Constantine nommé Jacques Marcel Lucet. 58 familles venant du Midi de la France s'installent sur les 3004 hectares concédés.
Lucet deviendra une commune intégrant le village de Tiberguent, elle sera à son tour intégrée en 1963 à la commune de Ferdjioua. En 1984, elle retrouve le statut de commune autonome sous le nom de Yahia Beni Guecha, du nom du chahid Ahmed (alias Dehmane) Yahia  mort au combat en 1960 et dont la ferme familiale est située de l'autre côté du ravin Chaâbat-Ben-Kanoun[réf. nécessaire].

## Population
Béni Guecha doit son nom à une fraction de tribu des Ouled Kebbab. Cette tribu se compose entre autres des fractions de Ghomrine, Rouached, Tiberguent, Argoub-Riahi. Les Béni Guecha sont d'origine berbère, mais ils ne parlent plus le Tamazight depuis la moitié du XIXe siècle. La langue a disparu et a été remplacé par le Darija algérien.

## Démographie
| 1892 | 1897 | 1902 | 1928 | 1987  | 1998   | 2008   |
| ---- | ---- | ---- | ---- | ----- | ------ | ------ |
| 260  | 166  | 155  | 186  | 8 039 | 10 681 | 11 810 |

Populuation des différentes agglomération en 1998 : Beni Guecha, 5 748 hab. ; Chouara Torche, 1 937 hab. ; El Fedlia, 983 hab.
Populations des différentes agglomérations en 2008 : Beni Guecha, 6 701 hab. ; Chouara Torche, 2 234 hab. 

## Administration et politique
| Période | Période | Identité         | Étiquette | Qualité |
| ------- | ------- | ---------------- | --------- | ------- |
| 2012    | 2017    | Abdelhafid Sabaâ | (MPA)     |         |
| 2017    | 2022    | Farid Boulemaïz  | (FLN)     |         |